# Anna
Anna es un municipio y localidad española de la provincia de Valencia, en la Comunidad Valenciana. Ubicado en la parte suroriental de la comarca del Canal de Navarrés, cuenta con una población de 2595 habitantes (INE 2024). Se trata de un municipio castellanohablante, en el que el castellano cuenta con el predominio lingüístico reconocido legalmente.

## Historia
Los hallazgos en la zona de El Hondón nos remontan al Paleolítico superior, entre el 20 000 y el 10 000 antes de Cristo. El lago de Anna contiene en su interior, y bajo sus aguas, un extraordinario yacimiento Meso-Neolítico, fechado entre el 6000 y el 5000 a. C. Ya en época metalúrgica, entre el 3000 y el 2000 a. C., periodo Eneolítico o Calcolítico, hubo poblados al aire libre en El Rincón, La Muela y El Pantano, con enterramientos de cuevas cercanas, mientras que durante la Edad del Bronce Valenciano hubo un poblado en el Puntal del Casino. La Cultura Ibérica, entre el 500 a. C., y el cambio de era, sólo ofrece escasos materiales en la zona de Tiboles, mientras que el poblamiento en época romana es más intenso, con restos de una villa en La Moleta y otra en la Casa Guillén. En el Altico de la Hoyeta se excavó una necrópolis de inhumación, mientras que en el Cantalobos, los restos correspondían a época tardorromana.
El origen de la localidad tal y como se le conoce actualmente es anterior a la etapa musulmana, aunque las primeras referencias documentales son de mediados del siglo XIII. El 22 de septiembre de 1244, Jaime I el Conquistador donó la villa de Anna a la Orden de Santiago en recompensa a la ayuda prestada en el cerco de Biar. En 1332 tuvo lugar la rebelión de la aljama sarracena de Anna, debido al embargo de ciertos bienes de éstos por parte del comendador Montalbán. Alfonso el Benigno absolvió a los sarracenos con el fin de frenar el proceso de despoblación que estaba sufriendo el lugar. Años más tarde, la villa pasó a manos de Pedro de Vilanova y, posteriormente, a los Borja. El rey Felipe III creó en 1604 el Condado de Anna en la persona de Fernando Pujades y Borja, y que finalmente perteneció a los condes de Cervellón.
Tras la expulsión de los moriscos en 1609, Anna fue repoblada por cristianos de Enguera y de otros lugares. El origen del topónimo de la Villa tiene sus raíces en el vocablo árabe Yanna, tal y como podemos encontrarlo en el Corán. De las distintas acepciones que posee, nos centraremos en las que hacen referencia a la relación de la palabra con el territorio. De esta manera, y sin abandonar las otras variantes que por otra parte nos llevarían a conclusiones similares, nos encontramos una acepción que utiliza el término como huerto o jardín, de la voz latina ‘orti’ que los árabes adaptaron como ‘al-Yanna’, alamedilla = ‘la huerta’. Esta acepción explicaría la presencia de restos arqueológicos de la época romana en el entorno y el paraje en el que se fundó la ciudad, en la Alameda, junto a la primitiva fortificación.
En 1762, a petición de los habitantes, la villa de Anna queda incorporada a la Corona, librándose del vasallaje del Conde. Ya en 1811, tras la abolición de los señoríos territoriales, la villa quedó agregada al Partido Judicial de Ayora, para posteriormente hacerlo en 1822 al de Enguera y, finalmente, al de Játiva.
Actualmente, es uno de los pueblos más prósperos de la Canal de Navarrés, gracias al desarrollo industrial experimentado en los últimos años.

## Geografía
Ocupa la parte más baja y ancha de la comarca del Canal de Navarrés, enclave privilegiado en el que afloran gran cantidad de aguas del acuífero del Macizo de Caroche, que son recogidas por el río Sellent. Anna destaca por sus múltiples fuentes y abundancia de agua a la que debe el origen del propio topónimo de la localidad, «Yanna».
Se accede desde Valencia, a través de la A-7 tomando luego la CV-590 para acceder finalmente por la CV-580.
Limita con los municipios de Chella, Sellent, Cotes, Estubeny, Llanera de Ranes, Játiva y Enguera.
| Noroeste: Chella  | Norte: Chella | Noreste: Sellent y Cotes           |
| Oeste: Enguera    |               | Este: Estubeny                     |
| Suroeste: Enguera | Sur: Játiva   | Sureste: Játiva y Llanera de Ranes |

## Demografía
Anna cuenta con una población de 2595 habitantes (INE 2024).
| Gráfica de evolución demográfica de Anna entre 1842 y 2021                                                          |
| |
| Población de derecho según los censos de población del INE Población de hecho según los censos de población del INE |

## Economía

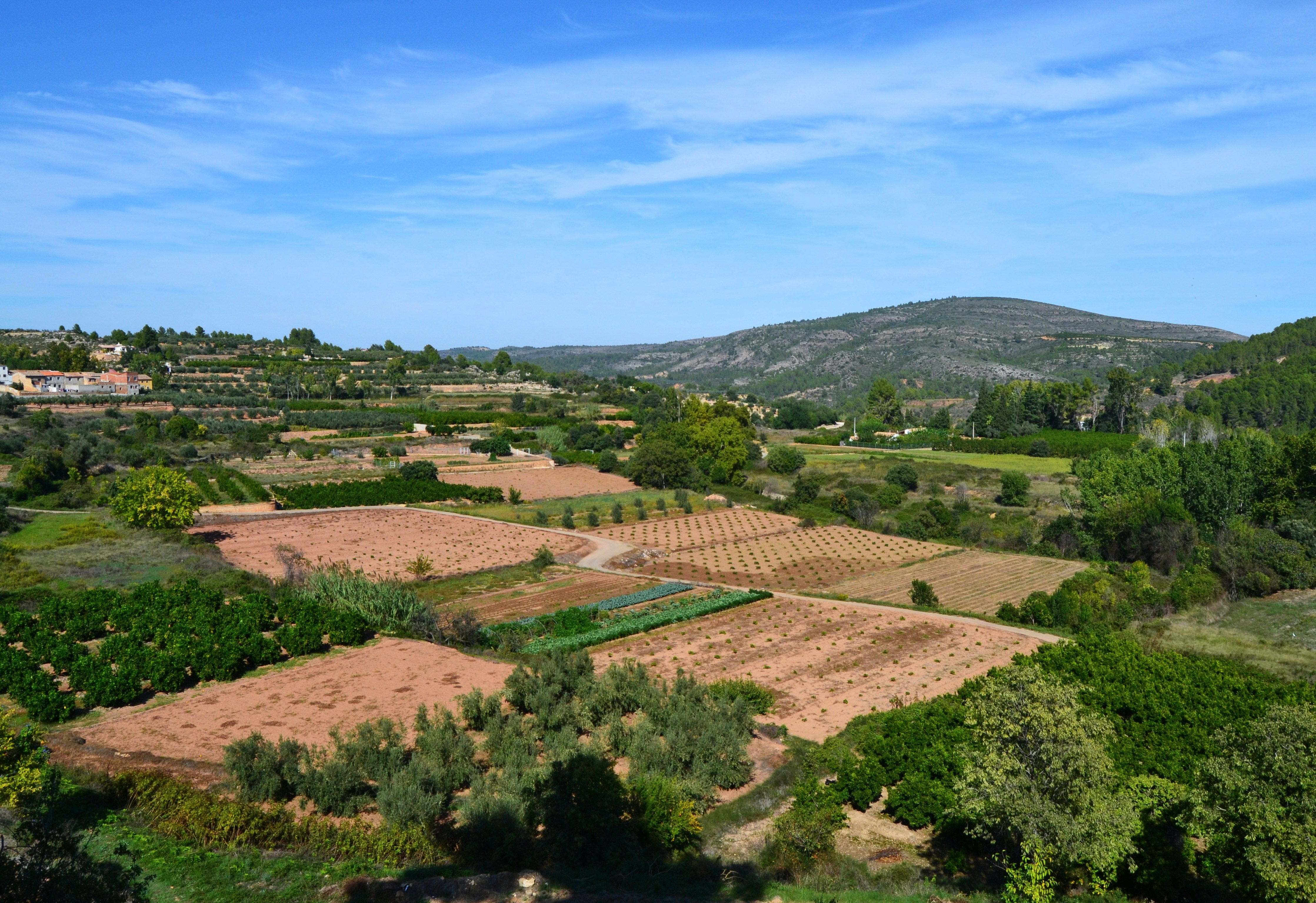
Tierras de cultivo en Anna

Tradicionalmente, Anna ha sido un pueblo eminentemente agrícola, con grandes extensiones de olivos, naranjos y de cultivos de regadío que actualmente se ven favorecidos por el moderno sistema de riego por goteo, que poco a poco se va implantando en todo el término municipal. El ganado lanar y bovino ha tenido, igualmente, cierta importancia.
En los últimos años han proliferado varias industrias de alimentos y pastas congeladas, de muebles y de textil.
El sector turístico va abriéndose camino principalmente por la reciente promoción del turismo rural y el atractivo que supone el lago de La Albufera, así como de otros entornos naturales del lugar.

## Administración y política
| Periodo   | Nombre                                           | Partido                                                                        |
| --------- | ------------------------------------------------ | ------------------------------------------------------------------------------ |
| 1979-1983 | José Roig Bellver                                | Partit Socialista del País Valencià (PSPV-PSOE)                                |
| 1983-1987 | José Roig Bellver                                | Partit Socialista del País Valencià (PSPV-PSOE)                                |
| 1987-1991 | José Roig Bellver                                | Partit Socialista del País Valencià (PSPV-PSOE)                                |
| 1991-1995 | José Roig Bellver                                | Partit Socialista del País Valencià (PSPV-PSOE)                                |
| 1995-1999 | Fernando Sarrión Ramos                           | Partido Popular de la Comunidad Valenciana (PPCV)                              |
| 1999-2003 | Fernando Sarrión Ramos                           | Partido Popular de la Comunidad Valenciana (PPCV)                              |
| 2003-2007 | Fernando Sarrión Ramos                           | Partido Popular de la Comunidad Valenciana (PPCV)                              |
| 2007-2011 | Pilar Sarrión Ponce José Pablo Aparicio Aparicio | Partit Socialista del País Valencià (PSPV-PSOE) Independientes de Anna (Idean) |
| 2011-2015 | Miguel Adrián Ramírez Roig                       | Partido Popular de la Comunidad Valenciana (PPCV)                              |
| 2015-2019 | Pilar Sarrión Ponce                              | Partit Socialista del País Valencià (PSPV-PSOE)                                |
| 2019-2023 | Pilar Sarrión Ponce                              | Partit Socialista del País Valencià (PSPV-PSOE)                                |
| 2023-act. | Miguel Marín Beneyto                             | Partido Popular de la Comunidad Valenciana (PPCV)                              |

## Monumentos y lugares de interés

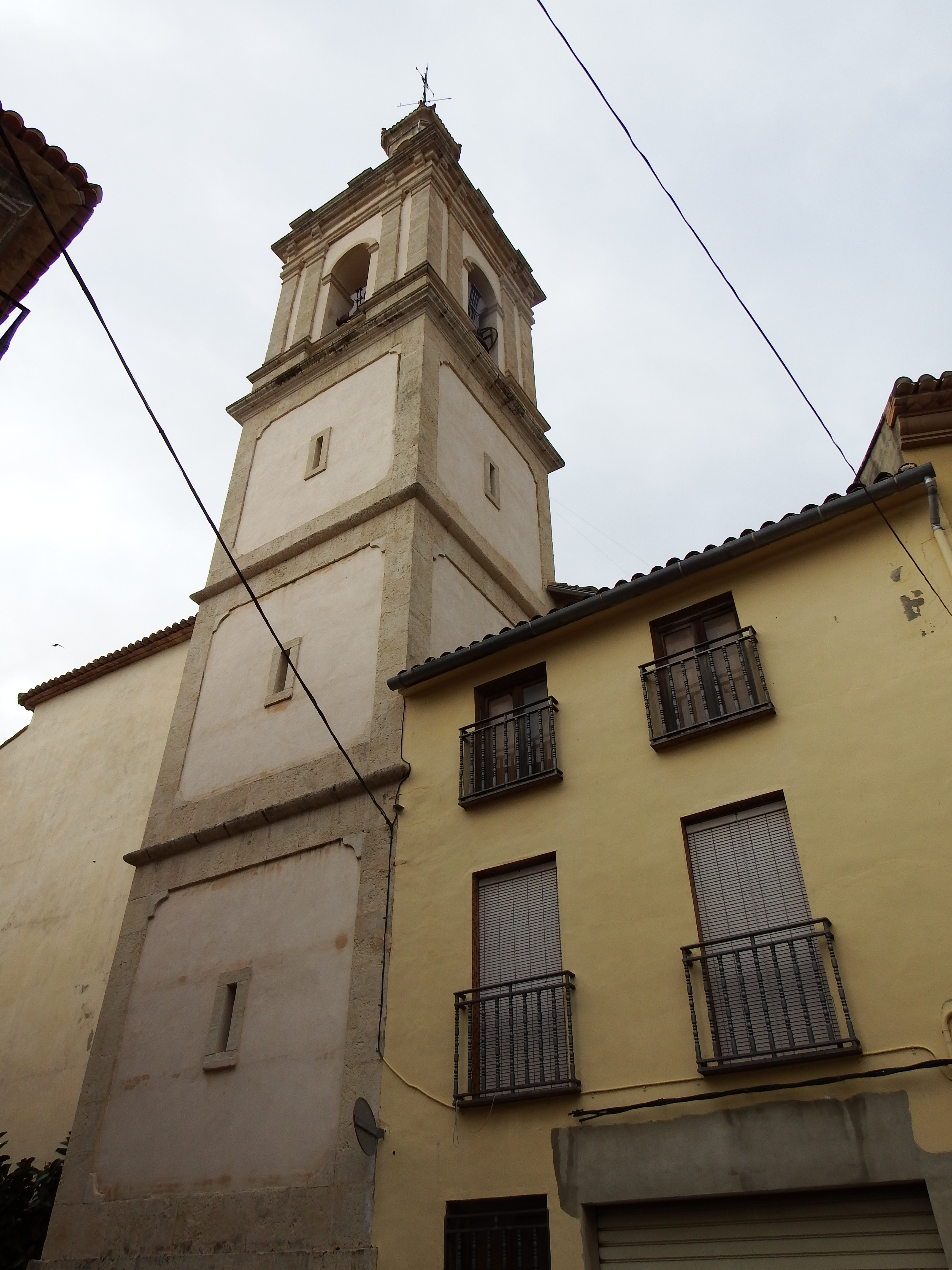
Campanario de la iglesia

- Iglesia parroquial. Está dedicada a la Inmaculada Concepción y data de principios del siglo XVI. Destacan en ella varios retablos de madera, en especial el del Altar Mayor, donde se halla la titular, siendo de inspiración barroca y sustituyendo al original elaborado en 1702 por Miguel Aguilar, siendo párroco Fray Luciano Yago, quien se encargó de la decoración. Del primitivo altar quedan unas pocas tablas que están integradas en el actual y en el sagrario sobresale un lienzo de la escuela de Ribera. Tras el terremoto de 1748, quedaron notablemente dañadas la bóveda de la iglesia y la torre campanario, situada en la parte este del templo. Durante el siglo XVIII se llevaron a cabo importantes obras de consolidación y ampliación del templo, entre otras la fachada, que no afectaron de forma significativa al campanario. Ya a principios del siglo XX, y ante el peligro de derrumbe de la torre, se demolió el viejo campanario, integrando su primer cuerpo a la fábrica del edificio y construyéndose el actual situado en la parte oeste del templo, que fue inaugurado el 13 de septiembre de 1912.
- Ermita del Cristo de la Providencia. Es una de las más bellas de la Comunidad Valenciana. De planta cruciforme y coronada con cúpula, fue construida a mediados del siglo XVIII tras el terremoto de 1748. Destacan dos piezas repujadas de cobre y dos pinturas inspiradas en obras de Rafael y Rubens. La fachada principal es neoclásica y la lateral posee un reloj solar típico valenciano y unos versos dedicados al Cristo. Aquí es donde está ubicado el Santísimo Cristo de la Providencia de Anna, que en las fiestas Patronales celebradas en septiembre es llevado a la iglesia para luego devolverlo a la ermita el día 22 de septiembre.
- Palacio de los Condes de Cervellón. La primera referencia escrita que se tiene sobre este edificio data del 2 de septiembre de 1244, en la carta de donación que hace el rey Jaime I de la Villa de Anna y su castillo a la Orden de Santiago, siendo Maestre de la misma Pelayo Pedro de Correa. La primera modificación conocida data de los inicios del siglo XVII, tras conceder el rey Felipe III el 3 de mayo de 1604 la villa de Anna con el título de condado a Fernando Pujades de Borja. El conjunto sufrió otras dos remodelaciones significativas antes de las intervenciones de finales del siglo XX y comienzos del siglo XXI. La primera de ellas data de finales del siglo XVII, tras un incendio y la segunda en 1885, estando las obras a cargo de Cruz Navarro. Desde 1748, ya hay referencias de un oratorio situado en la primera planta del edificio donde se encontraba la capilla de Santa Ana, la ubicación de este oratorio se modificó en tres ocasiones y, actualmente después de varios años de reforma, ha sufrido un cambio drástico de su forma original del cual actualmente es un palacio totalmente nuevo con estética árabe y acabados manuales totalmente detallados. También se expone un museo con herramientas y útiles, fruto de donaciones voluntarias que va desde finales del siglo XIX hasta mediados del siglo XX. En 1987 fue comprado por el Ayuntamiento a la familia Trénor, propietarios del palacio desde 1890. Está abierto al público los fines de semana.

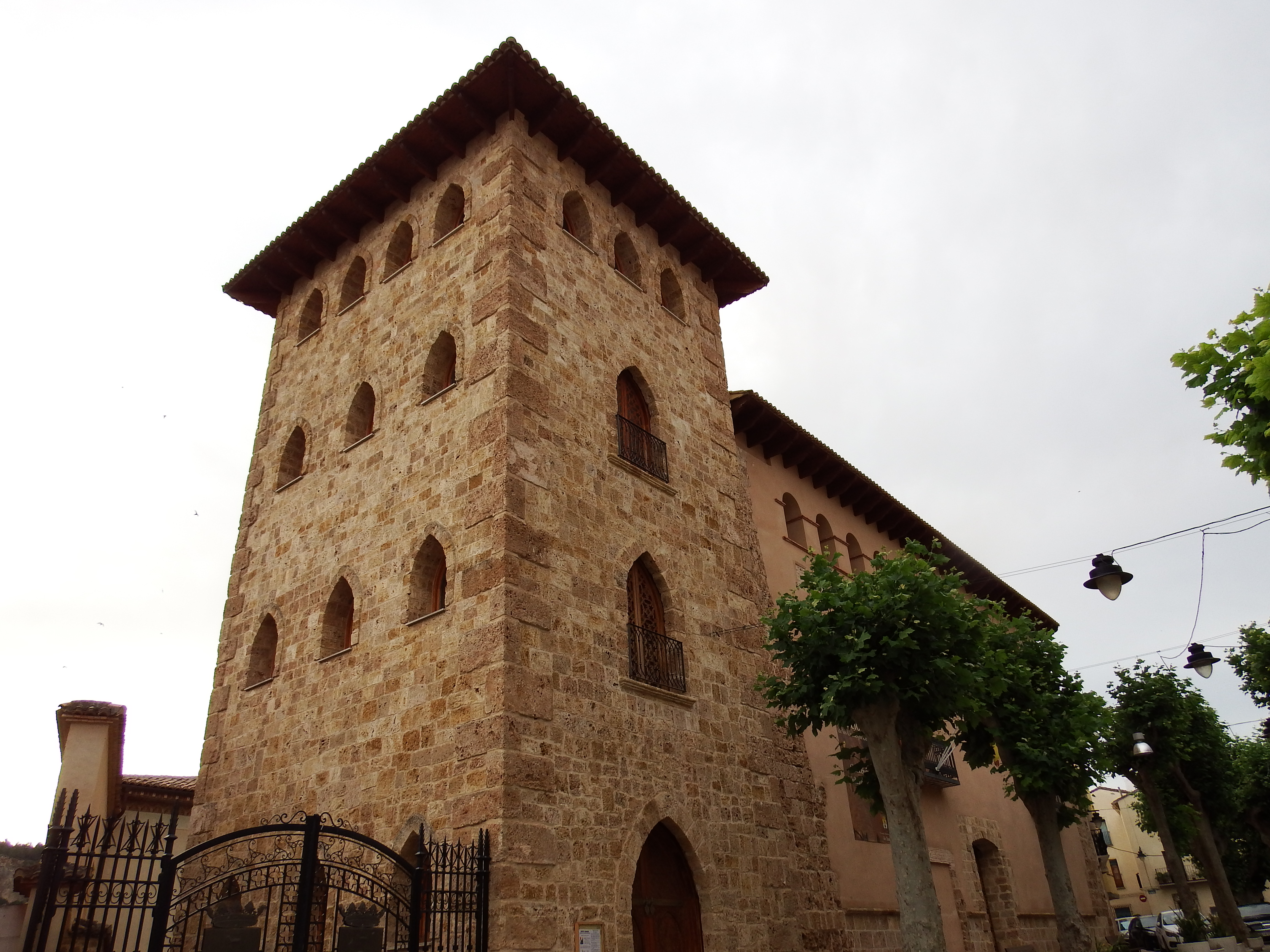
Palacio de los Condes de Cervellón

- El Lago de la Albufera: aproximadamente a 1 km al suroeste de Anna y a una altitud de 195 m sobre el nivel del mar, se encuentra este pequeño lago de origen natural llamado La Albufera de Anna, en referencia a la Albufera de Valencia. Era antes un pantano con barro y difícil transitar por él hasta que, a principios del siglo XX, se procedió a su limpieza y acondicionamiento, siendo a día de hoy uno de los lugares más turísticos de toda la Comunidad Valencia. Mide unos 180 m de este a oeste y 300 de norte a sur, siendo su profundidad media de 5 m. Está rodeado de sauces y chopos que, en verano, producen una acogedora sombra en la que se refugian sus visitantes. De su fondo brotan grandes manantiales de agua, abundando numerosos ullals («ojos» o «manantiales») que lo alimentan continuamente. Es el principal atractivo turístico de Anna junto con el Gorgo de la Escalera, el Gorgo Catalán y la Fuente Negra. El agua de la laguna procede de nacimientos de Anna (pozos artesianos), que afloran aquí por ser una pequeña depresión que corta el nivel freático de la zona, sucediendo lo mismo en otras partes cercanas.

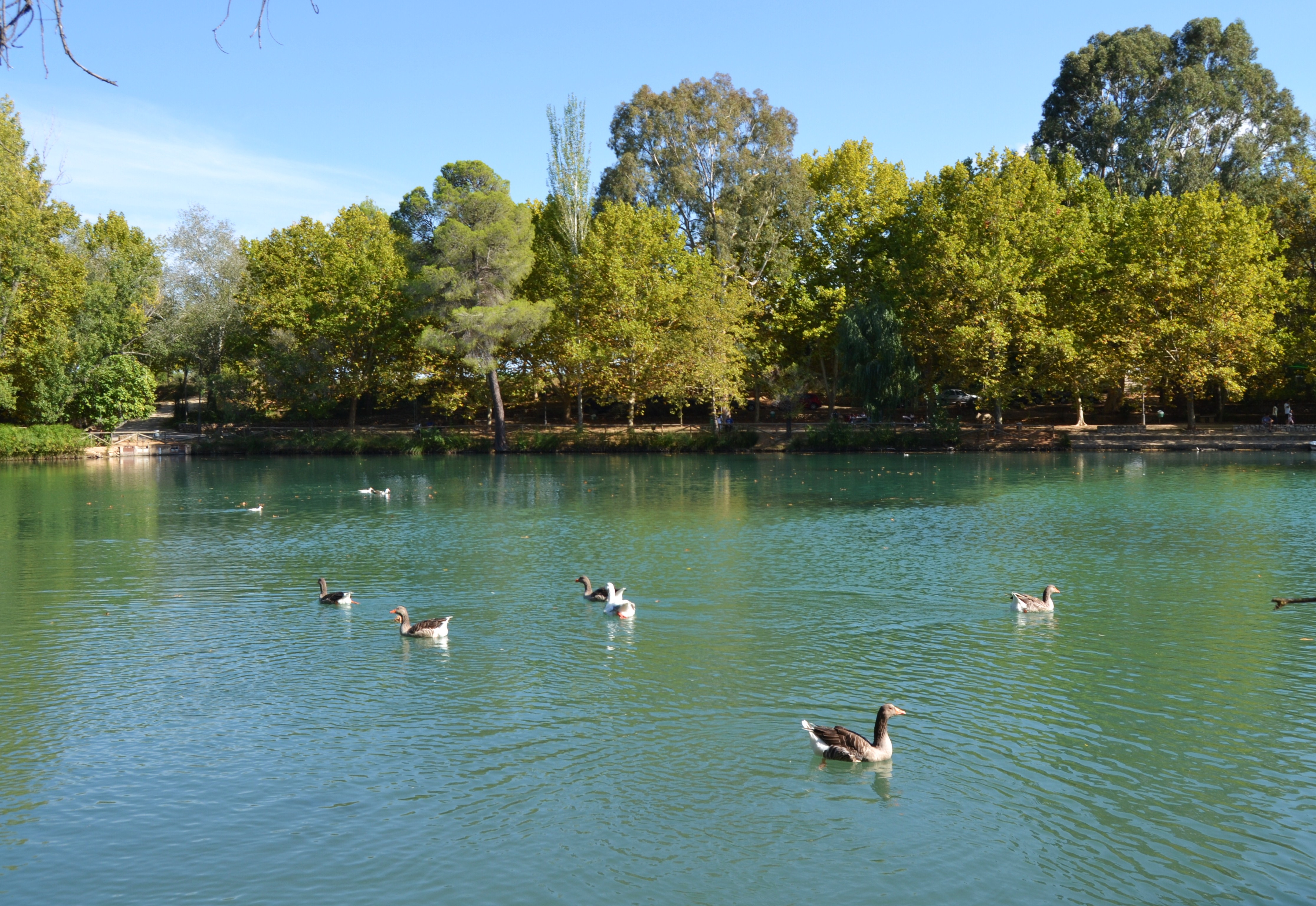
Albufera de Anna

- Gorgo de la Escaler: en él, el río ha creado un gran cañón de profundas aguas cristalinas al que se accede a través de una escalera conformada por 136 escalones. Sus aguas se precipitan en una poza, formando una gran cola de caballo que llaman «El Salto». Debido a su situación poco accesible a los rayos del sol, este paraje tiene una de las aguas más frías de Anna. Antiguamente daba vida a una pequeña central hidroeléctrica.
- Gorgo Catalán: paraje próximo a la Fuente Negra y que, por medio de una cascada, vienen a dar sus aguas en este pequeño remanso de aguas. Está formado por un estanque muy profundo usado como un lugar habitual de baño. Su profundidad es tal que aun a día de hoy se desconoce, siendo por ello que se cree que este paraje podría tratarse de una sima inundada.

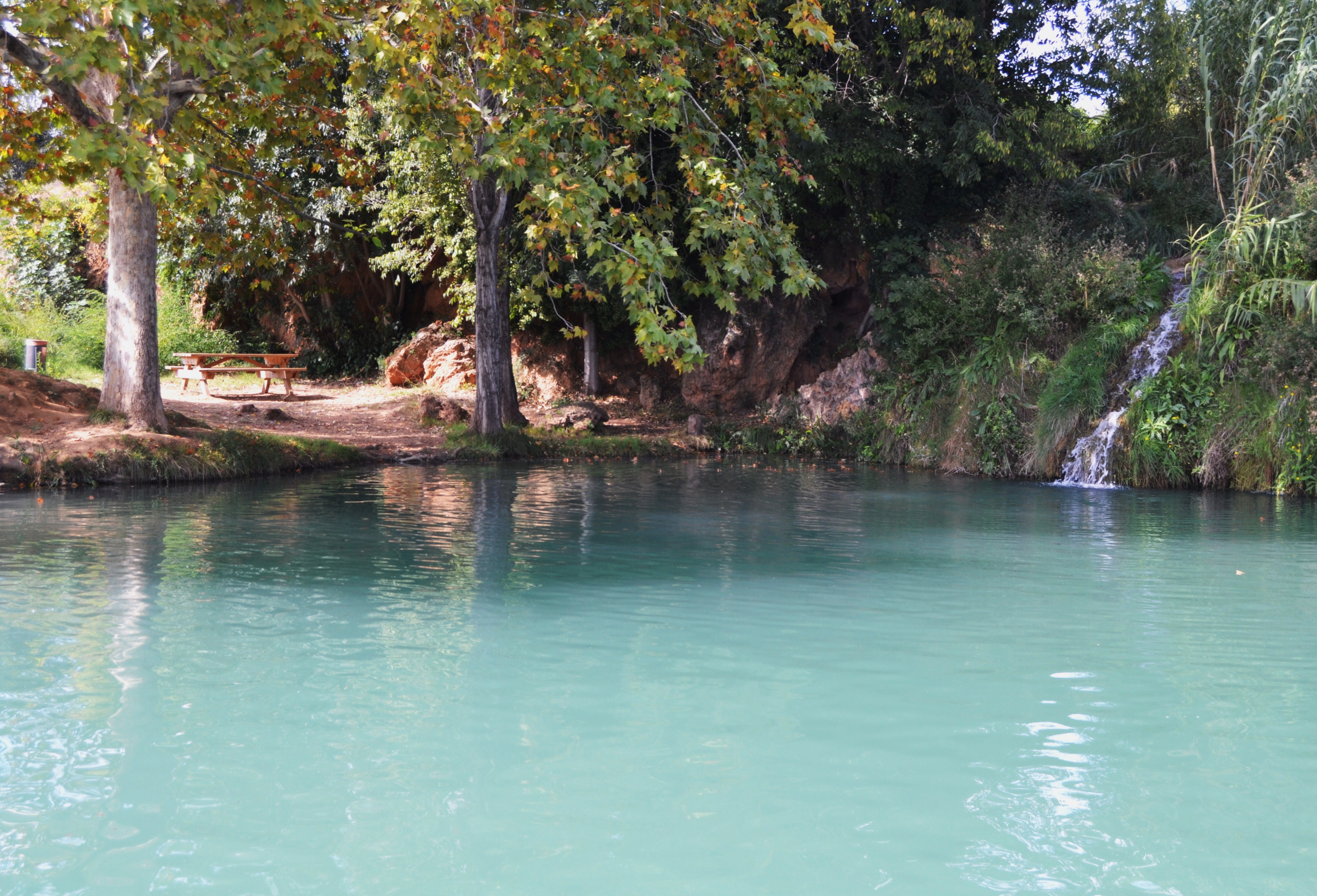
Gorgo Catalán

- La Fuente Negra: nacimiento de agua que emana en sus proximidades a flor de tierra. Está lleno de frondosa vegetación que ha nacido a su amparo y a ella acude gran número de gente el día 25 de noviembre para celebrar la fiesta local de La Catalineta.
- La Bajada del Molino: nos conduce a las proximidades del barranco de Alcay, ofreciéndonos una bella panorámica del Monte Nero. A sus pies, las ruinas de antiguos molinos y viejas fábricas se confunden con la hiedra y, alzándose majestuosamente, aparece un olmo milenario, catalogado como árbol monumental por la Generalidad.
- Fuente de Marzo. Remanso de agua entre blancas rocas modeladas por las crecidas del río y que recoge las aguas que nacen en la Sierra de Enguera.

## Cultura

### Fiestas
- San Antonio Abad: patrón de Anna. Se celebra durante la tercera semana de enero, coincidiendo algunos años con los días 16 y 17, que son los celebrados en la población de Canals por sus fiestas patronales. Los actos comienzan el sábado, con la repartida de panes benditos y un pequeño obsequio por parte de los festeros por la tarde y por la noche la tradicional hoguera en la plaza de la Iglesia. El domingo, la Cabalgata del Abanderado montado a caballo repartiendo dulces y juguetes, junto con la "tirà" de objetos y juguetes por parte de los festeros, ponen punto final a los actos de la festividad.
- Fiestas de las Eras: se celebran dependiendo del calendario, celebrándose siempre la semana anterior al primer lunes de agosto. Son las fiestas más destacadas después de las Patronales y en ellas se celebran múltiples actos como la presentación de los festeros, orquestas, pualás, discomóviles, procesión del Cristo, pasacalles y castillos de fuegos artificiales.
- Fiestas Patronales: en honor al Santísimo Cristo de la Providencia, son las fiestas mayores del pueblo. Dan comienzo el 13 de septiembre con la bajada de Cristo desde su ermita a la iglesia parroquial y concluyen a finales de mes. Este período festivo se divide en tres grupos de actividades. La parte institucional en el que destaca la presentación de la reina de las fiestas, amenizado por las orquestas en las tradicionales verbenas y la semana de moros y cristianos que se celebra a principio de la tercera semana de septiembre. Esta semana se ha convertido con el tiempo en el principal acontecimiento de las fiestas, donde las comparsas realizan diversos actos conjuntos durante esa semana amenizado por charangas. En esta semana destacan: Las embajadas en la plaza de la Alameda junto al palacio, «la entrá falsa», celebrada viernes con disfraces en un tono irónico, y «la entrá de moros y cristianos» celebrada sábado. El segundo grupo de actividades corresponden a los actos religiosos, que se inician el día 13 con la bajada del Cristo y se prolongan desde el 14 al 20 con la celebración del septenario. El resto de actos religiosos se celebran los días 20, 21 y 22 de septiembre en los que se solemnizan diversos actos litúrgicos, culturales y populares: la «despertá del Cristo» a la aurora del 21 septiembre,  los pasacalles, las mascletás y la procesión del Santísimo Cristo recorriendo las calles del pueblo, finalizando la parte religiosa de la fiesta el día 22 con la subida del Cristo a su ermita. Por último, la parte popular de las fiestas se prolonga a partir del día 23 en la semana taurina. con suelta de vaquillas y toro embolao justo hasta finales de mes, rememorando una tradición que se remonta al siglo XVII.
- La Catalineta: esta festividad, celebrada cada 25 de noviembre, se conmemora desde tiempos inmemoriales. Los estudiantes de la escuela primaria, acompañados de padres y maestros, se desplazan a la Fuente Negra para comer las típicas cazuelas del lugar. Juegos, competiciones deportivas y canciones tradicionales son típicos en este día.

### Gastronomía
Entre los platos típicos de la cocina de Anna destacan la cazuela de arroz al horno, la cazuela de arroz con judías y nabos, el arroz caldoso en nabos, las longanizas de Pascua, los chorizos de ajo, las tortas de pimiento y tomate, las tortas de tocino y embutido (usuales en las tardes de vaquillas en fiestas patronales) y las tortas de sal.
Entre los dulces destacan: las tortas sainosas de Carnaval, las monas de Pascua, las hogazas con nueces, las almendras, los cacahuetes y pasas, el turrón casero de almendras, cacahuete y miel o los pasteles de boniato.

## Deportes
La Unión Deportiva Anna es, desde el año 1966, el club de fútbol del municipio, disputando sus encuentros en el campo de fútbol municipal Miguel Sarrión Baldoví.
El Club Baloncesto Anna, fundado en 1998, representa al equipo de baloncesto del pueblo y disputa sus partidos como local en el Pabellón Polideportivo Municipal.
Desde 2009 se celebra la Carrera Popular de Anna, perteneciente al Circuit Cajamar de carreres populars de La Costera - La Canal - Valle de Ayora Cofrentes, y en los últimos años se han organizado diversas carreras de montaña, entre las que se incluyen trails y maratones de montaña, gracias a los parajes montañosos y naturales que el entorno ofrece.

## Localidades hermanadas
- Notre-Dame-d'Oé (Francia)